# غواص المحيط الهادئ
غواص المحيط الهادئ (الاسم العلمي: Gavia pacifica) (بالإنجليزية: Pacific Loon)‏ هو نوع من الطيور يتبع جنس الغواص من الفصيلة الغواصية.